# 齐洛呋胺
齐洛呋胺（英语：Zylofuramine）是一种兴奋剂药物。它于1961年开发，旨在用作抑制食欲和治疗老年人的老年痴呆症，但有关它的信息很少，而且似乎从未上市过。
其化学结构与其他N-乙基取代兴奋剂药物如乙基苯丙胺和苯基乙基胺己酮具有相似性。